# گوزریپل
گوزریپل (به لاتین: Guzeripl) یک منطقهٔ مسکونی در روسیه است که در آدیغیه واقع شده‌است.